# Stardoll
Stardoll – gra internetowa będąca wirtualną wersją pomysłu papierowych lalek do ubierania. Strona powstała 18 września 2006. W kwietniu 2015 ogłoszono, że liczba graczy osiągnęła ponad 360 milionów. Gra polega na tworzeniu wirtualnych awatarów oraz na wchodzeniu w interakcje z innymi użytkownikami gry. Grupą docelową są dziewczęta w wieku od 9 do 17 lat. Dzieci poniżej 13 lat mogą założyć konto bezpieczne dla dzieci. Polega ono na tym, że uczestnik nie może dołączyć do klubów, chodzić na imprezy oraz czatować z innymi uczestnikami.
System sklepów i płatności, które są elementem gry opiera się na "stardolarach" i "starmonetach". Gracz ma możliwość ich zarobienia każdego dnia niedużej sumy "starmonet" poprzez wykonywanie określonych czynności – takich jak ocenianie zdjęć, albumów, projektów i udział w głosowaniu na CoverGirl. Osoby chcące mieć więcej środków finansowych w grze mają możliwość założenia odpłatnego konta "superstar", które można zasilić za pomocą SMS-a lub karty kredytowej. Gracz ma także możliwość posiadania 7 luksusowych pomieszczeń (Penthouse, Beach Villa, Millionaire Mansion, The Loft, Alpine Chalet, Panorama Room oraz Yacht).
W świecie Stardoll możemy zobaczyć sklepy, w których sprzedawane są wirtualne odpowiedniki prawdziwych kolekcji ze sklepów świata rzeczywistego, np. DKNY.
Mając wykupiony pakiet Superstar, można także projektować własne ubrania, a następnie sprzedawać je w StarBazaarze. W StarBazaarze można również kupić ubrania niedostępne już w Starplazie, czyli wirtualnym centrum handlowym (limitowane kolekcje, ubrania ze zlikwidowanych sklepów).